# Neobisium tenebrarum
Neobisium tenebrarum är en spindeldjursart som beskrevs av Beier 1938. Neobisium tenebrarum ingår i släktet Neobisium och familjen helplåtklokrypare. Inga underarter finns listade i Catalogue of Life.